# Кужмара (Звениговський район)
Кужмара́ (рос. Кужмара, марій. Кужмарий) — село у складі Звениговського району Марій Ел, Росія. Адміністративний центр Кужмарського сільського поселення.

## Населення
Населення — 1311 осіб (2010; 1234 у 2002).
Національний склад (станом на 2002 рік):
- марі — 90 %